# Edens have
 "Paradisets have" omdirigeres hertil. For andre betydninger af Paradisets have, se Paradisets have (flertydig).
Edens have (hebraisk גַּן עֵדֶן, Gan ʿEdhen) er et mytologisk sted og en smuk have, hvor de første mennesker Adam og Eva boede ifølge skabelsesberetningen i Første Mosebog i Bibelen. Historien slutter med, at Adam og Eva spiser af Kundskabens træ, der vokser i haven, hvorefter Gud forviser dem begge fra haven.

## Omtale i Bibelen
| Citat                         | Derpå plantede Gud HERREN en Have i Eden ude mod Øst, og der satte han Mennesket, som han havde dannet; Og Gud HERREN lod af Agerjorden fremvokse alle Slags Træer, en Fryd at skue og gode til Føde, desuden Livets Træ, der stod midt i Haven, og Træet til Kundskab om godt og ondt. Der udsprang en Flod i Eden til at vande Haven, og udenfor delte den sig i fire Hovedstrømme. Den ene hedder Pisjon; den løber omkring Landet Havila, hvor der findes Guld og Guldet i det Land er godt, Bdellium og Sjohamsten. Den anden Flod hedder Gihon; den løber omkring Landet Kusj. Den tredje Flod hedder Hiddekel; den løber østen om Assyrien. Den fjerde Flod er Frat. Derpå tog Gud HERREN Adam og satte ham i Edens Have til at dyrke og vogte den. | Citat |
| Fra Første Mosebogs kapitel 2 | |       |

Teksten fortæller videre, at Gud forbød mennesket at spise af kundskabens træ. Guddommen skabte herefter en "medhjælp, som passer til ham!", dvs. dyr og fugle som mennesket Adam navngav. Derefter skabte Gud en kvinde af Adams ribben, mens Adam sov.

## Beliggenhed
Bibelhistorikere har haft mange forslag til, hvor Eden lå, men der er ikke opnået enighed herom. De fire floder som omtales, er Pisjon, Gihon, Hiddekel og Eufrat. Det har været hævdet, at Pisjon er Nilen,[kilde mangler] mens Josefus mente Pisjon var Ganges.[kilde mangler]Floden Gihon har ofte blevet fortolket som Karkheh eller Karun,[kilde mangler]to floder, der deler udløb med Tigris og Eufrat på grænsen mellem Irak og Iran. Hiddekel er Tigris. Kusj kan være Kongedømmet Kush et oldtidsrige i Nildalen (nutidens Sudan). Havila er af mange blevet forbundet med et område i det sydlige Arabien.[kilde mangler]Assur kan tolkes som Assyrien, området ved Tigris, hvor oldtidens assyriske folk boede.

## Eksterne links
- Wikimedia Commons har flere filer relateret til Edens have

| Religion | Spire Denne religionsartikel er en spire som bør udbygges. Du er velkommen til at hjælpe Wikipedia ved at udvide den. |